# Факультет географії, геології, рекреації і туризму Харківського національного університету
Факультет географії, геології, рекреації і туризму, до 2014 року геолого-географічний факультет — один із найстаріших навчальних підрозділів Харківського національного університету.

## Історія факультету
Переважна більшість дисциплін, викладається від часу його заснування. У різні роки на факультеті працювали такі визначні вчені-геологи Н. Д. Борисяк, І. Ф. Леваковський, О. С. Федоровський, Д. М. Соболєв, О. В. Гуров, К. Н. Савич-Заблоцький, палеонтолог та палеогеограф В. П. Макридін, стратиграф І. М. Ремізов, літолог С. І. Шуменко, гідрогеолог Г. Г. Мальований, геоботанік і землезнавець А. М. Краснов, антрополог і фізико-географ О. А. Іванівський, геоморфологи М. І. Дмитрієв, С. І. Проходський, гляціолог П. В. Ковалев, метеоролог Г. П. Дубинський, петрограф П'ятницький П. П. та багато інших.

## Кафедри
У складі факультету створені й діють 5 кафедр.

### Кафедра геології
Завідувач кафедри — кандидат геолого-мінералогічних наук, доцент, Тхоржевський Едуард Станіславович. На кафедрі працює доктор геолого-мінералогічних наук, професор Височанський Іларіон Володимирович, завідувач кафедри у 2012—2013 роках.
Кафедра розвиває наукові напрями морфології, мікроструктури, палеобіогеографії, палеобіогеохімії безхребетних (Brachiopoda) та нанопланктону мезозою (юра та крейда) і кайнозою України, світу. Кафедра розробляє теоретичні засади наукового геологічного туризму, геологічного краєзнавства — вивчення геолого-географічних пам'яток природи.
На кафедрі викладаються фахові дисципліни: загальна та польова геологія, історична геологія і палеонтологія, структурна геологія, геоморфологія та четвертинна геологія, геотектоніка, регіональна геологія та геологія України, загальна стратиграфія, пошуки та розвідка корисних копалин. На кафедрі викладаються фахові спецкурси: геологічні формації, економіка, організація та планування геолого-розвідувальних робіт, геологія нафти та газу, металогенія й структура рудних полів, пошуки та розвідка родовищ нафти та газу, мікропалеонтологія, геологорозвідувальна справа та техніка безпеки, історія та методологія геологічних наук, складання проектів та кошторисів, методи геологічної зйомки, інформатика.
Кафедра готує бакалаврів, спеціалістів і магістрів геології.

### Кафедра мінералогії, петрографії та корисних копалин
Завідувач кафедри — доктор технічних наук, професор, Фик Ілля Михайлович. На кафедрі працюють доктори геолого-мінералогічних наук, професори Заріцький Петро Васильович і Суярко Василь Григорович.
Кафедра розвиває наукові напрями:
Вивчення геологічної будови, літології, мінералогії та геохімії вугленосних формацій України, Росії, Польщі, Чехії.
Вивчення унікальних мінеральних утворень у вугільних покладах Донбасу.
Вивчення геологічної будови нафтогазових родовищ та їх розробки.
Вивчення евапоритових родовищ корисних копалин України.
На кафедрі викладаються фахові дисципліни: мінералогія, геологія родовищ корисних копалин, петрографія, літологія, основи геофізики, основи геохімії, екологічна геологія, розробка родовищ нафти і газу, геологічна інтерпретація геофізичних даних, тверді горючі копалини, геохімія техногенезу і геохімічні зміни навколишнього середовища. На кафедрі викладаються фахові спецкурси: генезис та геохімія нафти і газу, прогнозування, пошуки та розвідка родовищ вуглеводнів, методи дослідження колекторів, осадові геологічні формації, літофаціальний аналіз, геохімія літогенезу та основи конкреційного аналізу.
Кафедра забезпечує підготовку бакалаврів, спеціалістів і магістрів за спеціалізаціями «Літологія» і «Геологія нафти і газу».

### Кафедра гідрогеології
Завідувач кафедри — кандидат технічних наук, доцент Удалов Ігор Валерійович. На кафедрі працюють доктор геолого-мінералогічних наук Лур'є Анатолій Іонович, доктор географічних наук Нємець Костянтин Аркадійович.
Досліджує процеси формування підземних вод, трансформації хімічного складу підземної гідросфери, порушення її режиму під впливом антропогенних факторів, забруднення підземних вод і розробляє комплекс заходів його попередження.
Займається інженерним захистом споруд та територій.
Розробляє системи управління режимом підземної гідросфери.
На кафедрі викладаються фахові дисципліни: загальна гідрогеологія, регіональна гідрогеологія, динаміка підземних вод, екологічна гідрогеологія, нафтогазова гідрогеологія, теорія фільтрації, моделювання в гідрогеології, оцінка запасів підземних вод, організація геологорозвідувальних робіт, еколого-геологічна зйомка та моніторинг.
Кафедра забезпечує підготовку бакалаврів, спеціалістів і магістрів за спеціальністю «Гідрогеологія», спеціалізації: «Охорона підземної гідросфери», «Нафтогазова гідрогеологія» і «Інженерно-геологічний захист територій».

### Кафедра фізичної географії і картографії
Завідувач кафедри — доктор географічних наук, професор Пересадько Віліна Анатоліївна. На кафедрі працює доктор технічних наук, професор Черваньов Ігор Григорович.
Розвиває наукові дослідження проблем безперервної географічної освіти та туристичного краєзнавства.
Розробляє наукові основи еколого-природоохоронного, освітянського і комплексного тематичного картографування та географо-меліоративного моніторингу.
На кафедрі викладаються фахові дисципліни: топографія з основами геодезії, землезнавство, екологія, загальна гідрологія, картографія, дистанційне зондування Землі, метеорологія і кліматологія, ландшафтознавство, природокористування і охорона природи, фізична географія України, фізична географія материків і океанів, теорія і методологія географічної науки, методика викладання географії. На кафедрі викладаються фахові спецкурси: геоінформаційні технології, географічне прогнозування, музеєзнавство, географічне краєзнавство і туризм, туристсько-рекреаційні ресурси, менеджмент і економіка природокористування, ландшафтна екологія, кадастр, моніторинг і оцінка земель, педагогічний менеджмент, моніторинг і експертиза в освіті, геоінформаційні системи, рекреаційна географія, основи економічних знань, екологічна оцінка природних ресурсів, географія міжнародного та національного туризму, географічний аспект кадастру і моніторингу земель, картографічний метод дослідження.
Кафедра забезпечує підготовку бакалаврів, спеціалістів і магістрів за спеціалізаціями «Кадастр і моніторинг земель», «Краєзнавство і туризм», «Географічна картографія», «Фізична географія та геоекологія», «Фізична географія і гідрометеорологія», «Менеджмент освіти», діє аспірантура зі спеціальності «Географічна картографія».

### Кафедра соціально-економічної географії і регіонознавства
Завідувач кафедри — доктор географічних наук, професор Нємець Людмила Миколаївна. На кафедрі працюють доктори географічних наук Нємець Костянтин Аркадійович і Костріков Сергій Васильович.
Кафедра розвиває наукові напрями:
Вивчення світового господарства та регіональної економіки.
Розміщення продуктивних сил та регіонознавство, екскурсознавство та рекреаційна діяльність.
Проводить наукові дослідження соціальної сфери Харківського регіону, досліджує теоретико-методологічні та прикладні аспекти сталого розвитку.
На кафедрі викладаються фахові дисципліни: географія світового господарства, розміщення продуктивних сил, регіональна економічна і соціальна географія, географічні інформаційні системи, географічне моделювання, регіонознавство, рекреаційна географія, екскурсознавство, туристичні ресурси України та світу, менеджмент, маркетинг, геополітика, зовнішньоекономічні зв'язки України.
Кафедра забезпечує підготовку бакалаврів, спеціалістів і магістрів соціально-економічної географії за спеціалізаціями: «Світове господарство та регіональна політика», «Розміщення продуктивних сил та регіонознавство», «Рекреація та екскурсійна діяльність».

### Лабораторії
- Навчально-наукова географічна база «Гайдари» поблизу села Гайдари на березі річки Сіверський Донець[3].
- Науково-дослідна лабораторія гідрогеології імені О. В. Гурова[15].
- Навчально-дослідницька лабораторія регіональних суспільно-географічних досліджень[16].
- Навчальна лабораторія палеонтології[17].
- Навчальна лабораторія фізичної географії, геоекології та методики викладання географічних дисциплін імені Г. П. Дубинського[3].
- Навчальна лабораторія топографії, картографії та геоінформаційних технологій[3].
- Навчальна лабораторія природних ресурсів і менеджменту альтернативної енергетики[3].
- Навчальна лабораторія геокартування, геологорозвідувальної справи й геофізики в селі Кам'янка Ізюмського району Харківської області[1].
- Навчальна лабораторія соціально-економічних і інформаційних технологій[16].

### Співробітники
На факультеті займається науковою діяльністю та викладає 18 докторів наук, професорів, 28 кандидатів наук, доцентів.

## Навчання
Підготовка кадрів здійснюється за державним замовленням та на кошти студентів; на денній та на заочній формі навчання за наступними спеціальностями та спеціалізаціями:
- геологія, з спеціалізацією «геологія нафти та газу»;
- гідрогеологія,
- географія за спеціалізаціями «кадастр і моніторинг земель», «краєзнавство і туризм», «географічна картографія», «фізична географія та геоекологія», «фізична географія і гідрометеорологія», «менеджмент освіти»,
- економічна та соціальна географія за спеціалізаціями «світове господарство і регіональна економіка», «розміщення продуктивних сил та регіонознавство», «природоохоронний менеджмент і ГІС-технології».

Теоретична підготовка студентів складається з 4 блоків дисциплін:
- фундаментальні — вища математика, фізика, хімія;
- гуманітарно-суспільні — історія України, історія культури України, філософія, політологія, соціологія, культурологія, педагогіка, психологія, правознавство, іноземна мова, українська мова;
- блок професійно-орієнтованих дисциплін — складає основну частину навчальної роботи студентів і викладається кафедрами, відповідно до фахового напряму;
- блок спеціальних дисциплін — складає основну частину навчальної роботи студентів і викладається кафедрами, відповідно до фахового напряму.

На факультеті станом на 2011 рік навчається понад 400 студентів на денному відділенні та 300 на заочному, також більше 50 іноземних громадян.
На факультеті діє аспірантура зі спеціальностей:
- «геофізика та геохімія ландшафтів»,
- «географічна картографія»,
- «конструктивна географія»,
- «економічна та соціальна географія» з 2009 року під головуванням доктора географічних наук, професора Л. М. Нємця,
- «гідрогеологія».

Практичні навчання проводяться у науково-дослідних лабораторіях, Обласній станції юних туристів, на базах Українського науково-дослідного інституту екологічних проблем, Музею природи. Навчальні і виробничі практики проводяться в Криму, Карпатах, Києві, Львові, Сумах, Запоріжжі, Полтаві, Умані, на Донбасі, на Закарпатті, на Харківщині та за кордоном, зокрема в Росії, Молдові, Білорусі, Туреччині.
Щороку на факультеті проводяться традиційні конференції:
- міжнародна науково-практична конференція «Регіон: стратегія оптимального розвитку»;
- міжнародний науково-методичний семінар на тему: «Картографічне забезпечення сучасної географічної освіти»;
- міжнародна науково-практична конференція студентів, аспірантів та молодих науковців «Регіон: суспільно-географічні аспекти»;
- міжнародна конференція студентів, аспірантів та молодих вчених, присвячена пам'яті Г. П. Дубинського.

## Міжнародна співпраця
Факультет активно співпрацює з 8 університетами дальнього зарубіжжя і більш ніж 20 вищими навчальними закладами Росії, Білорусі, Молдови. Укладено угоди з Манчестерським (Велика Британія), Познанським (Польща), Сучавським (Румунія) та Асьютським (Єгипет) університетами про обмін студентами, згідно з якими найкращі студенти відряджаються на короткочасне навчання та проходження практик за кордоном. Також ведеться активне співробітництво з туристичною компанією TEZ TOUR, за умовами якого студенти мають змогу проходити стажування в Туреччині (Анталья).

## Студентське наукове товариство
На факультеті працює Студентське наукове товариство. Студенти з молодших курсів обирають тему дослідження, займаються науково-дослідною роботою, беруть участь у наукових конференціях та публікують власні наукові праці. Студенти-науковці геолого-географічного факультету активно беруть участь у міжнародних наукових конференціях Київського, Одеського, Львівського, Таврійського, Донецького та Дніпропетровського національних університетів, Одеського державного екологічного інституту, Бєлгородського, Московського та Санкт-Петербурзького державних університетів. Студенти факультету виступають на студентських наукових олімпіадах, конкурсах студентських наукових робіт регіонального та державного рівнів; беруть участь у всеукраїнських та міжнародних науково-практичних конференціях, семінарах, форумах, мають власні публікації, успішно беруть участь у стипендіальних програмах державного рівня, зокрема у програмі Завтра.UA Фонду Віктора Пінчука.

## Видання
На факультеті видається три фахових наукових збірника, включених до переліку ВАК України:
- «Вісник Харківського національного університету». Серія Геологія. Географія;
- «Часопис соціально-економічної географії»;
- «Проблеми безперервної географічної освіти і картографії».